# NGC 218
UGC 480 là một thiên hà xoắn ốc nằm cách Mặt trời khoảng 1 triệu năm ánh sáng  trong chòm sao Tiên Nữ. Nó được phát hiện vào ngày 17 tháng 10 năm 1876 bởi Édouard Stephan và đang tương tác với thiên hà PGC 2726.